# Leichtathletik-Weltmeisterschaften 2009/Teilnehmer (Papua-Neuguinea)
| Gelbes Symbol für Goldmedaillen mit stilisierten Olympischen Ringen | Graues Symbol für Silbermedaillen mit stilisierten Olympischen Ringen | Braundes Symbol für Bronzemedaillen mit stilisierten Olympischen Ringen |
| ------------------------------------------------------------------- | --------------------------------------------------------------------- | ----------------------------------------------------------------------- |
| —                                                                   | —                                                                     | —                                                                       |

Der Leichtathletik-Verband Papua-Neuguineas stellte zwei Athleten bei den Leichtathletik-Weltmeisterschaften 2009 in Berlin.

## Ergebnisse

### Männer

#### Laufdisziplinen
| Athlet       | Disziplin | Vorlauf | Vorlauf | Halbfinale         | Halbfinale         | Finale             | Finale             |
| Athlet       | Disziplin | Zeit    | Platz   | Zeit               | Platz              | Zeit               | Platz              |
| ------------ | --------- | ------- | ------- | ------------------ | ------------------ | ------------------ | ------------------ |
| Nelson Stone | 400 m     | 47,13 s | 44      | nicht qualifiziert | nicht qualifiziert | nicht qualifiziert | nicht qualifiziert |

### Frauen

#### Laufdisziplinen
| Athletin    | Disziplin | Vorlauf     | Vorlauf | Halbfinale         | Halbfinale         | Finale             | Finale             |
| Athletin    | Disziplin | Zeit        | Platz   | Zeit               | Platz              | Zeit               | Platz              |
| ----------- | --------- | ----------- | ------- | ------------------ | ------------------ | ------------------ | ------------------ |
| Salome Dell | 800 m     | 2:08,22 min | 37      | nicht qualifiziert | nicht qualifiziert | nicht qualifiziert | nicht qualifiziert |